# Edson Puch
Edson Raúl Puch Cortés (ur. 9 kwietnia 1986 w Iquique) – chilijski piłkarz występujący na pozycji pomocnika w chilijskim zespole CD Universidad Católica (wypożyczony z meksykańskiego klubu CF Pachuca) oraz w reprezentacji Chile. 
W swojej karierze grał także w takich klubach jak Huachipato, Deportes Iquique, Universidad de Chile, Al-Wasl, Club Atlético Huracán, LDU Quito, Necaxa i CF Pachuca. Znalazł się w kadrze na Copa América 2016.

## Sukcesy

### Universidad de Chile
- Mistrzostwo Chile: 2011

### Huracán
- Superpuchar Argentyny: 2014

### Reprezentacyjne
- Copa América: 2016